# Sargocentron vexillarium
El carajuelo oscuro o candil manchado es la especie Sargocentron vexillarium, un pez marino de la familia holocéntridos, distribuida por la costa oeste del océano Atlántico desde Florida hasta el sur de Brasil, incluido el mar Caribe y Golfo de México.

## Anatomía
El cuerpo tiene un perfil superior anguloso, con la boca pequeña y la mandíbula inferior ajustando dentro de la superior, la espina inferior del opérculo es más larga y fuerte que la superior; el eje de la aleta pectoral es oscuro, en especímenes juveniles es negro azabache y en adultos es marrón oscuro. Cabeza y nuca de color rojo brillante claro; cuerpo con rayas alternadas de rojo y blanco.

## Hábitat y biología
Vive en aguas parinas de clima tropical asociado a arrecifes, por lo que suele estar en aguas superficiales a menos de 20 m de profundidad. Se puede encontrar junto a la costa y en marismas, donde habita en huecos pequeños, por lo que a pesar de ser una especie común es difícil de ver. Durante el día permanece oculto y sale a cazar de noche, por lo que tiene hábitos totalmente nocturnos.

## Importancia para el hombre
Carece de importancia pesquera aunque es comestible.